# Хорошманенко Микола Якович
Мико́ла Я́кович Хорошман́енко  (1897, с. Адамівка — 1970) — хірург-клініцист, завідувач кафедри госпітальної хірургії № 1, доктор медичних наук, професор, ректор Дніпропетровського медичного інституту у 1959—1964 рр.

## Біографічні відомості
Микола Хорошманенко народився в 1897 році в селі Адамівка Верхньодніпровського повіту Катеринославської губернії у селянській сім'ї.
Після закінчення середньої школи в 1918 році він вступає на медичний факультет Катеринославського держуніверситету. Ще коли був студентом, займався науковою роботою в хірургічних гуртках у професорів О. О. Абражанова, Я. Й. Гальперна і виконав дві роботи «Про переломи кісток» та «Туберкульозне ураження суглобів».
По закінченні інституту з 1923 по 1927 рік М. Я. Хорошманенко — ординатор факультетської хірургічної клініки, яку очолював професор Абражанов. Тут Хорошманенко вивчав захворювання щитоподібної залози, питання пластичної та гнійної хірургії.
Після закінчення ординатури з 1927 по 1934 рік Микола Якович працює головним лікарем та провідним хірургом Хортицької районної лікарні Запорізької області. Одночасно продовжує наукові дослідження, написавши в цей період три роботи.
У 1934 році його обирають асистентом кафедри загальної хірургії ДМІ, якою керував В. В. Москаленко. А в 1937 році захистив дисертацію на здобуття вченого ступеня кандидата медичних наук «Алкоголізація діафрагмального нерва при туберкульозі легень».
У роки Другої світової війни М. Я. Хорошманенко був провідним хірургом і завідував хірургічним відділенням Ташкентського окружного шпиталю Радянської армії Середньоазійського військового округу.
В 1946 році після демобілізації повертається до Дніпропетровська, на кафедру загальної хірургії Дніпропетровського медичного інституту, яка працює на базі 2-ї робочої лікарні м. Дніпропетровська. Він консультував і надавав допомогу робітникам крупних металургійних підприємств УРСР — заводів імені Леніна та імені Петровського.
У 1949 році Микола обирається доцентом кафедри загальної хірургії.
У 1959 році Микола захищає докторську дисертацію «Лікування спайкової хвороби черевної порожнини».
З 1959 по 1964-й рік він — ректор ДМІ і одночасно завідує кафедрою госпітальної хірургії.
Клініка госпітальної хірургії вперше в Україні, починаючи з 1946 року, широко впроваджує хірургію залоз внутрішньої секреції, пересадження щитоподібної залози, яєчників, яєчок, гіпофіза тощо. Особливо широко впроваджуються різні види шкірної пластики. З успіхом проводяться шкірно-пластичні операції з приводу трофічних виразок, відновлення цілісності носа, вушної раковини тощо.
Багато уваги приділяв М. Я. Хорошманенко абдомінальній хірургії і надрукував з цього приводу чимало робіт, які мають велике значення для хірургічного лікування таких захворювань, як виразка шлунка та дванадцятипалої кишки.
Професор М. Я. Хорошманенко опублікував 47 наукових праць, підготував 3 доктори та 7 кандидатів наук. Він був членом правління Українського республіканського наукового товариства хірургів, членом редакційної ради журналу «Клінічна хірургія», делегатом багатьох хірургічних з'їздів та конференцій.
Нагороджений орденами Трудового Червоного Прапора, Червоної Зірки, Почесною грамотою Верховної Ради УРСР, багатьма медалями.